# Mali i Gramës
Mali i Gramës (2345 metrov nadmorske višine) je gora v albanskem delu gorovja Korab. Okoli gore je veliko jezer, vključno z največjim jezerom z imenom "Gramë". Nahaja se približno kilometer in pol zahodno od same gore Korab, na katero je na glavni del gore povezano z dolgim grebenom.
Gramë se nanaša na sam vrh, a tudi na celotno jugozahodno pobočje gorovja Korab, ki je dolgo približno osem kilometrov. Na severu potok Gramë teče skozi globok kanjon na teraso. Vzhodno od tega je jezero Gramë (približno 1750 metrov nad gladino morja).
V regiji okoli Grame je več nahajališč sadre. Naravni spomeniki v regiji vključujejo Karst i Malit të Bardhë, nahajališče selena v Pasqyrat e Gramës in krnico v Bjeshka e Zonjave.
Na severni strani gore se Mali i Gramës spusti v strmo pečino. Glavna pot iz vasi na jugozahodu do sezonskega pašnika severovzhodno od gore poteka čez vrh. Cerjan na južni strani in Zimur na jugozahodu sta najvišji vasici na gori, na približno 1300 metrih nadmorske višine. Na bolj položnem jugozahodu, približno sedem kilometrov stran, na nadmorski višini 650 metrov se nahaja glavno mesto regije Peshkopi.